# 인터내셔널 레슬링 어소시에이션
인터내셔널 레슬링 어소시에이션(International Wrestling Association), 약자 IWA은 1994년 출범된 푸에르토리코의 프로레슬링 단체로 일본에서 빅터 쿠인오스에 의해 시작되었다. 히스페닉 디비젼이 1999년에 신설되었다. 2001년까지 NWA 연맹소속이었고, 2007년 다시 NWA 연맹에 가입하였다. 1999년부터 2001년까지는 WWE와 제휴관계를 형성하기도 하였다.
단체가 성장해가면서 WWC와 라이벌 관계를 형성하였다.

## 마지막 TV 프로그램
- IWA 임팩토 토탈: WKAQ-TV 토요일 오후 1시 ~ 오후 3시
- IWA 조나 캘리엔테: 비디오맥스 일요일 오전 10시 ~ 오전 10시 30분
- IWA 조나 임팩탄테: 비디오맥스 목요일 오후 8시 ~ 오후 9시

### 2008년
2008년부터 프로레슬링 콘실(WWC)과 본격적인 라이벌 관계가 형성된다.

## 소속 선수들

### 남성 레슬러
- 아마토
- 브라이언
- 바비 보이
- 크리스 엔젤
- 크루즈
- 데미안
- 데니스 리레라
- 디아볼리코
- 엠피오
- 에스코바
- 헤벅
- 히람 투아
- 자말 (에디 파투)
- 줄리안 잼락
- 래쉬
- 미겔 페레즈
- 노엘 로드리게스
- 필립스
- QT 마셸
- 레이 페닉스
- 로미오
- 릭 스텐레이
- 사비오 베가
- 소니코
- 스타키
- 식스 세벤트

### 여성 레슬러
- 아마소나
- 제네시스
- 죠 더 골든 프린세스

## 챔피언

### 마지막 챔피언
| 타이틀                             | 현재 챔피언     | 전 챔피언                   | 획득한 날짜      | 장소                           |
| ---------------------------------- | --------------- | --------------------------- | ---------------- | ------------------------------ |
| IWA 언디스퓨티드 월드 통합 챔피언  | 에스코바        | 데니스 리베라               | 2011년 1월 6일   | 바아몬 푸에르토리코            |
| IWA 인터콘티넨탈 헤비웨이트 챔피언 | 크리스 엔젤     | 디아볼리코                  | 2010년 12월 5일  | 바야몬 푸에르토리코            |
| IWA 캐리비안 헤비웨이트 챔피언     | 식스 세벤트     | 공석                        | 2010년 10월 16일 | 아구아스 부에나스 푸에르토리코 |
| IWA 푸에르토리코 헤비웨이트 챔피언 | 노엘 로드리게스 | 공석                        | 2010년 12월 5일  | 바야몬 푸에르토리코            |
| IWA 월드 태그팀 챔피언             | 아마토 & 소니코 | 릭 스텐레이 & 데니스 리베라 | 2010년 11월 20일 | 바야몬 푸에르토리코            |
| IWA 월드 위민스 챔피언             | 공석            | 제네시스                    | 2010년 7월 7일   | 바야몬 푸에르토리코            |
| IWA 익스트림 코벳 디비젼 챔피언    | 해벅            | 래쉬                        | 2010년 10월 16일 | 바야몬 푸에르토리코            |

### 폐지된 챔피언
| 타이틀                            | 마지막 챔피언     | 전 챔피언     | 획득한 날짜      | 폐지된 이유                                                                               |
| --------------------------------- | ----------------- | ------------- | ---------------- | ----------------------------------------------------------------------------------------- |
| IWA 월드 크루져웨이트 챔피언      | 노엘 로드리게스   | 오닉스        | 2008년 10월 4일  | IWA 월드 하드코어 타이틀과 함께 IWA 푸에르토리코 헤비웨이트 타이틀과 통합됨.              |
| IWA 월드 하드코어 챔피언          | 노엘 로드리게스   | 니체          | 2008년 10월 4일  | IWA 월드 크루져웨이트 타이틀과 함께 IWA 푸에르토리코 헤비웨이트 타이틀과 통합됨.          |
| IWA 월드 주니어 헤비웨이트 챔피언 | 볼로 더 레드 불독 | 줄리오 프랑코 | 2006년 11월 18일 | 2006년 11월 25일 올란도 톨레도가 IWA 월드 크루져웨이트 타이틀의 신설을 발표하면서 폐지됨. |

## 페이 퍼 뷰(pay-per-view) 일정표

### 2011년 페이 퍼 뷰(pay-per-view) 일정표
| 날짜        | 이벤트명                     |
| ----------- | ---------------------------- |
| 2011년 1월  | 이스테리아 보리쿠아          |
| 2011년 2월  | 노체 데 캄페온스             |
| 2011년 4월  | 후이시오 피날                |
| 2011년 6월  | 호세 미겔 페레스 메모리얼 컵 |
| 2011년 7월  | 썸머 에티튜드                |
| 2011년 8월  | 아마게돈                     |
| 2011년 9월  | 골페 데 에스타도             |
| 2011년 10월 | 할로윈 마헴                  |
| 2011년 11월 | 하드코어 위켄드              |
| 2011년12월  | 크리스마스 인 푸에르토리코   |